# Christian Ruben
Christian Ruben (30. listopadu 1805 Trevír – 8. července 1875 Inzersdorf u Vídně) byl rakouský malíř, kreslíř a pedagog německého romantismu, historismu a akademismu.

## Život
Christian Ruben se narodil v rodině středoškolského profesora kreslení v Trevíru. Absolvoval zde základní vzdělání a gymnázium. V letech 1823–1825 studoval historickou malbu u profesora Petera Cornelia na Umělecké akademii v Düsseldorfu. Za svým profesorem pak odešel studovat na Akademii do Mnichova, kde studia dokončil roku 1828 v ateliéru Wilhelma Kaulbacha. Již před absolutoriem školy se v Mnichově zařadil mezi příslušníky druhé generace německých romantiků (společně s Adrianem Ludwigem Richterem a Moritzem von Schwindem a mistry sentimentálního žánru. Proslavil se již tehdy řadou monumentálních zakázek, jak návrhů, tak realizací. Vytvořil například roku 1826 vitráže pro chrámová okna dómu v Řezně a pro okna mariánského kostela v Au na předměstí Mnichova, oltářní obrazy, fresky ve Dvorní zahradě (Hofgarten) v Mnichově, cyklem maleb ze života žen ve středověku se podílel na výzdobě zámku Hohenschwangau, (dokončené až roku 1856).
V letech 1840–1841 podnikl studijní cestu do Říma. V téže době jej Společnost vlasteneckých přátel umění v Praze díky jeho dvěma příznivcům (hraběti Ervínu Nostitzovi a hraběti Františku Thun-Hohensteinovi povolala do funkce ředitele Akademie v Praze. Ruben školu reorganizoval: zavedl třístupňovou výuku (1. kresba podle grafických předloh, 2. kresba podle sádrových odlitků, 3. kresba vlastních kompozic), po níž následovala specializace na malbu. Doplnil počet specializovaných ateliérů, povolal nové pedagogy jako krajináře Maxe Haushofera. Ve své malbě, návrhářství a výuce prosazoval historický realismus. K jeho školním projektům patřil dvanáctidílný cyklus maleb z českých dějin na stěnách prvního patra Letohrádku královny Anny na Pražském hradě, který v letech 1848 až 1852 podle Rubenových skic provedli jeho žáci Josef Matyáš Trenkwald, Karel Javůrek, Emil Jan Lauffer, Antonín Lhota, Karel Svoboda a Johann Till mladší.
Roku 1872 byl povolán za ředitele Akademie do Vídně, kterou vedl až do smrti. Jeho hlavní přínos bývá spatřován v koncepci a systematické organizaci vysokoškolské výtvarné výuky. Je pohřben v bavorských Alpách ve Frauenchiemsee.
Jeho syn Franz Leo Ruben se rovněž stal malířem.

## Žáci
V jeho škole vystudovala řada malířů historické malby českého národního obrození a českého realismu: Antonín Barvitius a jeho bratr Viktor Barvitius, František Čermák a jeho bratr Jaroslav Čermák (který po roce odešel), Antonín Herold a Eduard Herold, Karel Javůrek, Josef Mánes a jeho bratr Quido Mánes, Petr Maixner, Čeněk Melka, Soběslav Pinkas, Gustav Poppe, Tomáš Seidan, Karel Svoboda, Josef Matyáš Trenkwald, Antonín Waldhauser, Emil Johann Lauffer, Ferdinand Lauffberger, krátce Karel Purkyně a další. Někdy se skupina jeho pražských žáků historické malby nazývá Rubenova škola historické malby. Někteří žáci s Rubenem odešli do Vídně.
Příčinou, proč Josef Mánes po smrti svého otce Antonína Mánese opustil školu, byly Rubenovy neshody s otcem i synem.

## Dílo (výběr)
- Ave Marie aneb Modlitba na jezeře (po 1830)
- Mnich kartuzián v přírodě (po 1830)
- Panna vstupující do kláštera
- Opuštěná klášterní cela (jeptiška uprchla)
- Loupežník hledící na rodnou ves
- Síla víry (Loupežníci při setkání se zbožným mnichem)
- Kryštof Kolumbus objevuje Ameriku, 1840–1846, (Národní galerie v Praze
- Bitva u Lipan, návrh, fresku provedl J. M. Trenkwald
- Uloupení svátosti oltářní
- Probuzení dcery Jairovy
- Tři oltářní obrazy pro kostel v Turnově; jeho návrhy zpracovali žáci
- Návrhová skica pomníku maršálka J. J. V. Radeckého pro Prahu, 1853

## Galerie

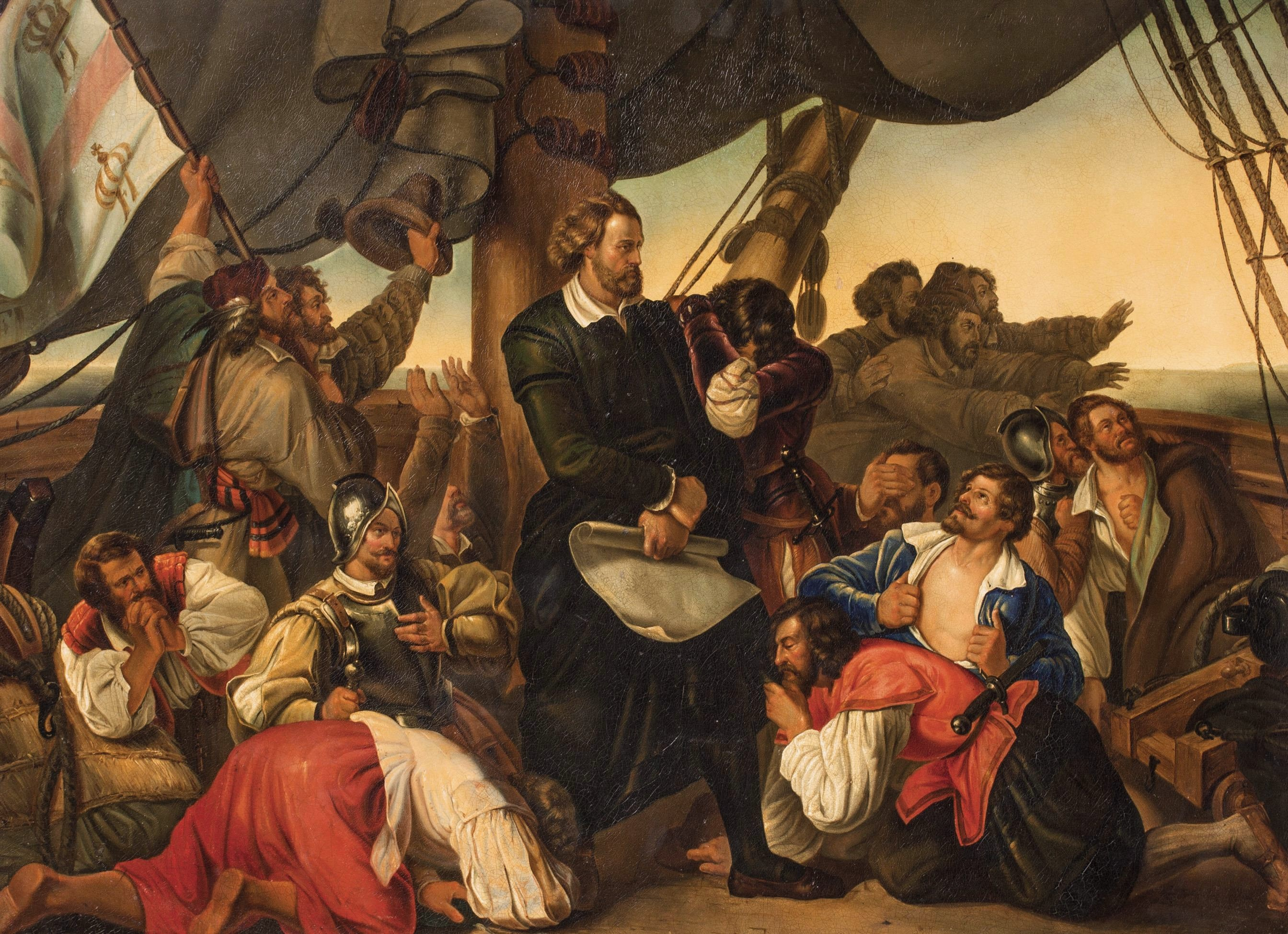
Christian Ruben – Kolumbus objevuje břehy Ameriky (před 1875)
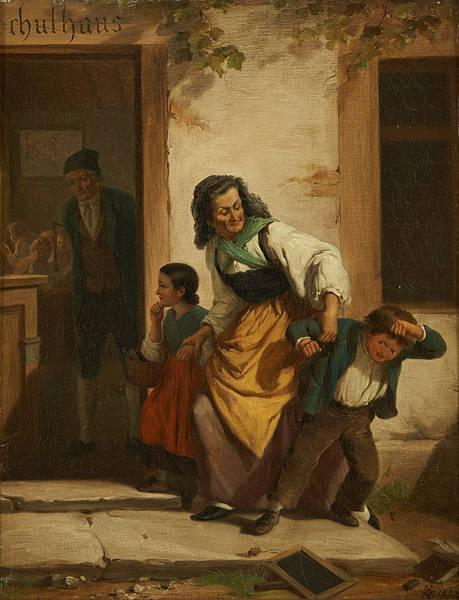
Christian Ruben – nedobrovolný návrat do školy (před 1875)